# Ваксман, Киони
Киони Ваксман (англ. Keoni Waxman; род. 30 июня 1968, Гонолулу, Гавайи, США) — американский кинорежиссёр
, кинопродюсер и сценарист, известный по работе над боевиками со Стивеном Сигалом в главной роли. Их многолетнее сотрудничество началось в 2009 году с их первым совместным фильмом «Хранитель».
Сигал отзывался о Ваксмане, как об «очень хорошем режиссёре» и «ярком молодом человеке», а также назвал его «отличным другом, очень этичным и высокоморальным».

## Фильмография
| Год  | Название на русском  | Название в оригинале  | Режиссёр | Продюсер | Сценарист |
| ---- | -------------------- | --------------------- | -------- | -------- | --------- |
| 1998 | Чистильщик           | Sweepers              | Да       |          | Да        |
| 2007 | Анна Николь          | Anna Nicole           | Да       |          |           |
| 2009 | Хранитель            | The Keeper            | Да       | Да       |           |
| 2009 | Опасный человек      | A Dangerous Man       | Да       |          | Да        |
| 2010 | Поймать, чтобы убить | Hunt to Kill          | Да       |          |           |
| 2012 | Максимальный срок    | Maximum Conviction    | Да       | Да       |           |
| 2013 | Карательный отряд    | Force of Execution    | Да       | Да       |           |
| 2014 | Хороший человек      | A Good Man            | Да       | Да       | Да        |
| 2015 | Отпущение грехов     | Mercenary: Absolution | Да       | Да       | Да        |
| 2016 | Под прицелом         | End of a Gun          | Да       | Да       | Да        |
| 2016 | Контракт на убийство | Contract to Kill      | Да       | Да       | Да        |
| 2017 | Убийство Салазара    | Killing Salazar       | Да       | Да       | Да        |